# Licitar

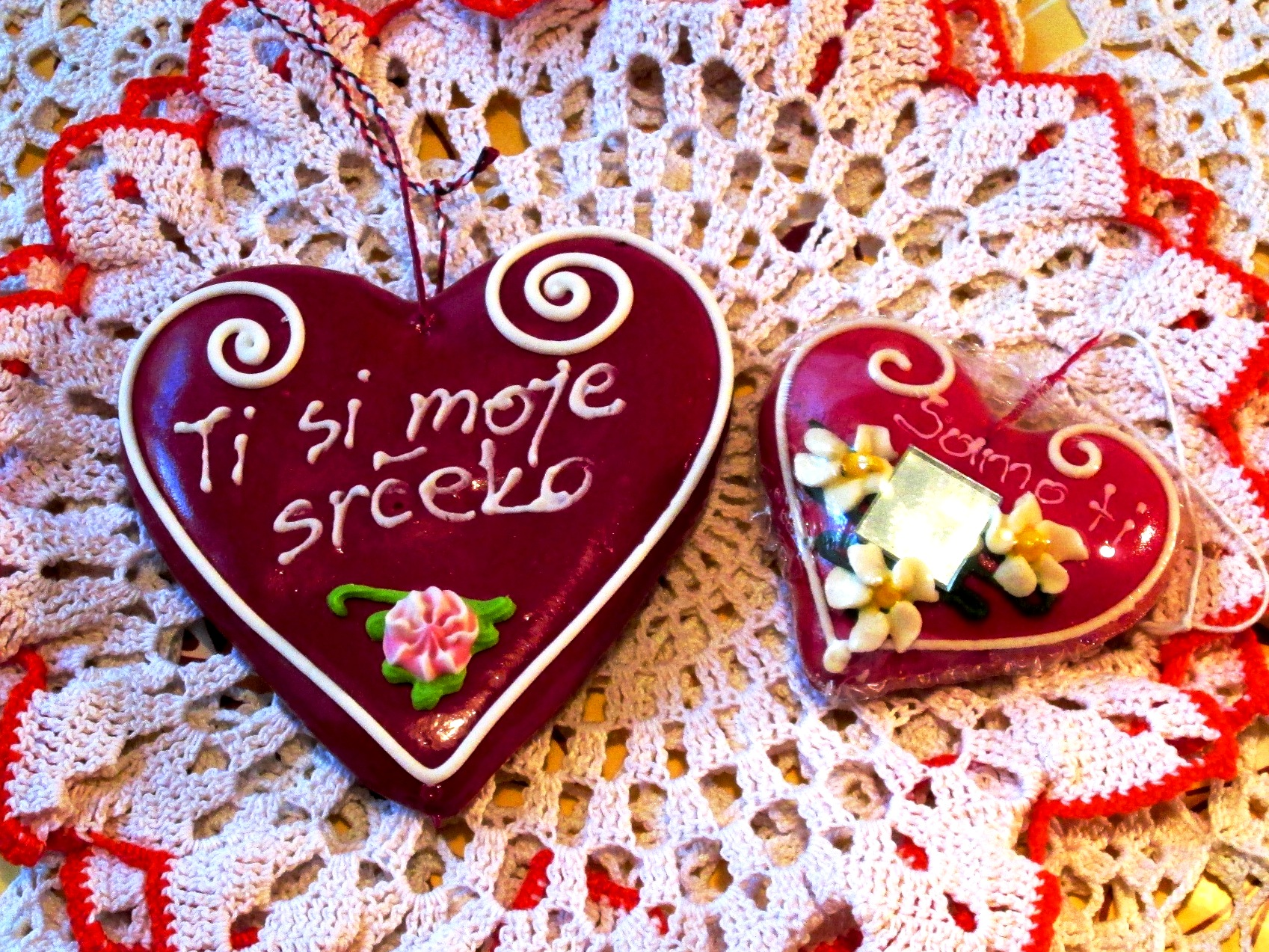
Licitar

Els licitars són galetes en forma de cor, fetes amb pasta de mel dolça i decorades amb colors.
Formen part del patrimoni cultural de la República de Croàcia. Els licitars solen incorporar un missatge, un mirall i una cinta per penjar-los, així que tenen un valor més decoratiu que comestible. Són un símbol tradicional de Zagreb, la capital croata. S'utilitzen sovint en celebracions d'amor com ara casaments o el Dia de Sant Valentí. A Eslavònia, els nens i nenes, els regalen a les seves mares en la festivitat del Dia de la Mare (segon diumenge de maig). Per Nadal, la ciutat de Zagreb es decora amb milers de cors licitars.